# 胡明华 (解放军)
胡明华（1972年——），男，山西人。中国共产党党员，中华人民共和国军事人物，二级大检察官。1989年9月至1993年7月就读于原西北政法学院行政法系行政法专业。2025年3月，任中国人民解放军军事检察院副检察长。曾任西部战区第二军事法院院长，解放军军事法院立案庭庭长。